# Stolzes Herz
«Stolzes Herz» (с нем. — «гордое сердце») — третий сингл швейцарской готик-метал-группы Lacrimosa. Был выпущен 25 октября 1996 года в преддверии альбома Stille на лейбле Hall of Sermon. Сингл содержит 4 трека, среди которых две версии заглавной композиции. Автором всех треков является Тило Вольфф, он же занимался продюсированием сингла. В России «Stolzes Herz» издан лейблом Irond в одном диджипаке с альбомом Stille в 2003 году.

## Список композиций
| № | Оригинальное название        | Перевод            | Музыка/слова | Время |
| 1 | Stolzes Herz (Edit Version)  | Гордое сердце      | Тило Вольфф  | 6:00  |
| 2 | Ich bin der brennende Komet  | Я — горящая комета | Тило Вольфф  | 7:01  |
| 3 | Mutatio Spiritus             | Обмен ду́хами       | Тило Вольфф  | 5:35  |
| 4 | Stolzes Herz (Piano Version) | Гордое сердце      | Тило Вольфф  | 4:12  |

- «Stolzes Herz (Edit Version)» — укороченный вариант одноимённой композиции с альбома Stille.
- «Ich bin der brennende Komet» — трек, не входящий в оригинальное издание альбома Stille, однако присутствующий во многих его версиях в качестве бонусного[4].
- «Mutatio spiritus» — песня, впервые изданная ещё в 1992 году. Также содержится в виниловом изданий альбома Satura и, как бонусный трек, на многих изданиях альбома Stille[5].
- «Stolzes Herz (Piano Version)» — инструментальная версия заглавной композиции, исполненная только на фортепьяно.

## Участники
Над синглом работали:
- Тило Вольфф (нем. Tilo Wolff) — автор текстов, композитор, вокал, клавишные, программинг
- Анне Нурми (фин. Anne Nurmi) — вокал, клавишные
- ЭйСи (англ. AC) — ударные
- Джэй Пи. (англ. Jay P.) — бас-гитара
- Саша Гербиг (нем. Sascha Gerbig) — гитара
- Готтфрид Кох (нем. Gottfried Koch) — акустическая гитара
- Бармбекерский Симфонический Оркестр (нем. Barmbeker Symphonie Orchester)